# Margegaj
Margegaj è una frazione del comune di Tropojë in Albania (prefettura di Kukës).
Fino alla riforma amministrativa del 2015 era comune autonomo, dopo la riforma è stato accorpato, insieme agli ex-comuni di Bajram Curri, Bujan, Bytyç, Fierzë, Lekbibaj e Llugaj a costituire la municipalità di Tropojë.

## Località
Il comune era formato dall'insieme delle seguenti località:
- Margegaj
- Fushe Lumi
- Kocanaj
- Shohan
- Lagja Paqes
- Bradoshnice
- Dragobi
- Cerem
- Valbone
- Rraga